# 알프레드 장바티스트 르메르

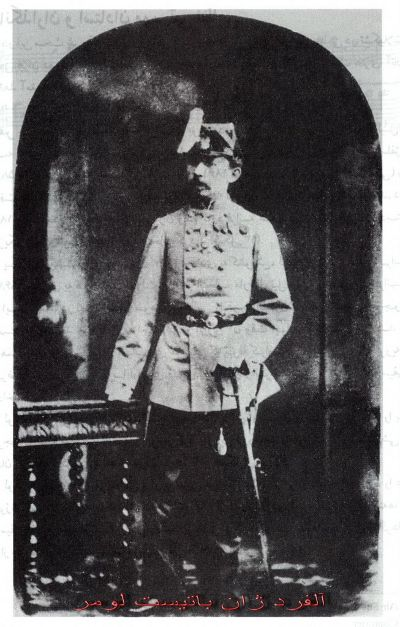

알프레드 장바티스트 르메르(프랑스어: Alfred Jean-Baptiste Lemaire)는 프랑스의 음악가이다. 파리 음악원을 졸업하였고, 1868년 페르시아(지금의 이란)에 입국, 나시르 앗딘 샤의 통치 기간 동안 활동했다. 페르시아의 국가의 작곡가로 알려져있다.
그는 1842년 1월 15일 프랑스 파드칼레주 에르쉬르라리스(Aire-sur-la-Lys)에 태어났고, 1907년 2월 24일 테헤란에서 별세했다.